# Finlande aux Jeux olympiques d'été de 1988
La Finlande participe aux Jeux olympiques d'été de 1988 à Séoul en Corée du Sud. 78 athlètes finlandais, 59 hommes et 19 femmes, ont participé à 66 compétitions dans 15 sports. Ils y ont obtenu quatre médailles : une d'or, une d'argent et deux de bronze.

## Médailles
| Médaille | Discipline | Épreuve                               | Athlète       | Performance | Date |
| -------- | ---------- | ------------------------------------- | ------------- | ----------- | ---- |
| Or       | Athlétisme | Lancer du javelot hommes              | Tapio Korjus  |             |      |
| Argent   | Lutte      | Lutte gréco-romaine - poids mi-lourds | Harri Koskela |             |      |
| Bronze   | Athlétisme | Lancer du javelot hommes              | Seppo Räty    |             |      |
| Bronze   | Lutte      | Lutte gréco-romaine - poids légers    | Tapio Sipilä  |             |      |